# Mu1 Pavonis
Mu1 Pavonis (82 Pavonis) é uma estrela na direção da constelação de Pavo. Possui uma ascensão reta de 20h 00m 23.11s e uma declinação de −66° 56′ 56.0″. Sua magnitude aparente é igual a 5.75. Considerando sua distância de 216 anos-luz em relação à Terra, sua magnitude absoluta é igual a −0.13. Pertence à classe espectral K0IV.